# Ernst Schmidt (Chemiker)
Ernst Albert Schmidt (* 13. Juli 1845 in Halle; † 5. Juli 1921 in Marburg) war ein deutscher Chemiker.

## Leben
Ernst Schmidt war der Sohn des Stärkefabrikanten Johann Albert Schmidt (1816–1892) aus Halle und Enkel des Stärkefabrikanten und Branntweinbrenners Johann Andreas Schmidt (1778–1861) aus Alsleben. Seine Mutter Johanna Sophie Adelheid Schmidt (1819–1870) war die Tochter eines Gutsbesitzers aus Calbe.
Ernst Schmidt absolvierte nach dem Besuch der Bürgerschule und der Realschule bis zur Unterprima eine Apothekerlehre in der Apotheke Zum Blauen Hirsch in Halle. Nach dem Bestehen der Gehilfenprüfung 1864 war er als Apothekergehilfe in Neuwied, Mainz, Freiburg (Schweiz), Genf und Erfurt (Römer-Apotheke), wo er parallel auch den einjährigen Militärdienst leistete, und in Halle tätig.
1869 begann er bei Wilhelm Heinrich Heintz ein Studium der Pharmazie an der Universität Halle und bestand am 9. Mai 1870 die Pharmazeutische Staatsprüfung.
Am Deutsch-Französischen Krieg von 1870/71 nahm Schmidt als Feldapotheker teil.
Da Ernst Schmidt die Erlangung der Doktorwürde in Preußen aufgrund der fehlenden Reifeprüfung nicht möglich war, wurde er am 18. Januar 1872 an der Universität Leipzig zum Dr. phil. promoviert. Nach Erfüllen der Voraussetzungen mit dem Bestehen der Abiturprüfung 1872 in Aschersleben immatrikulierte er sich an der Friedrich-Wilhelms-Universität Berlin und arbeitete im Institut bei Hermann Wichelhaus. Am 21. April 1874 wurde Ernst Schmidt für Pharmazeutische Chemie an der Universität Halle habilitiert und wirkte im Anschluss im Bereich der Pharmazeutenausbildung.

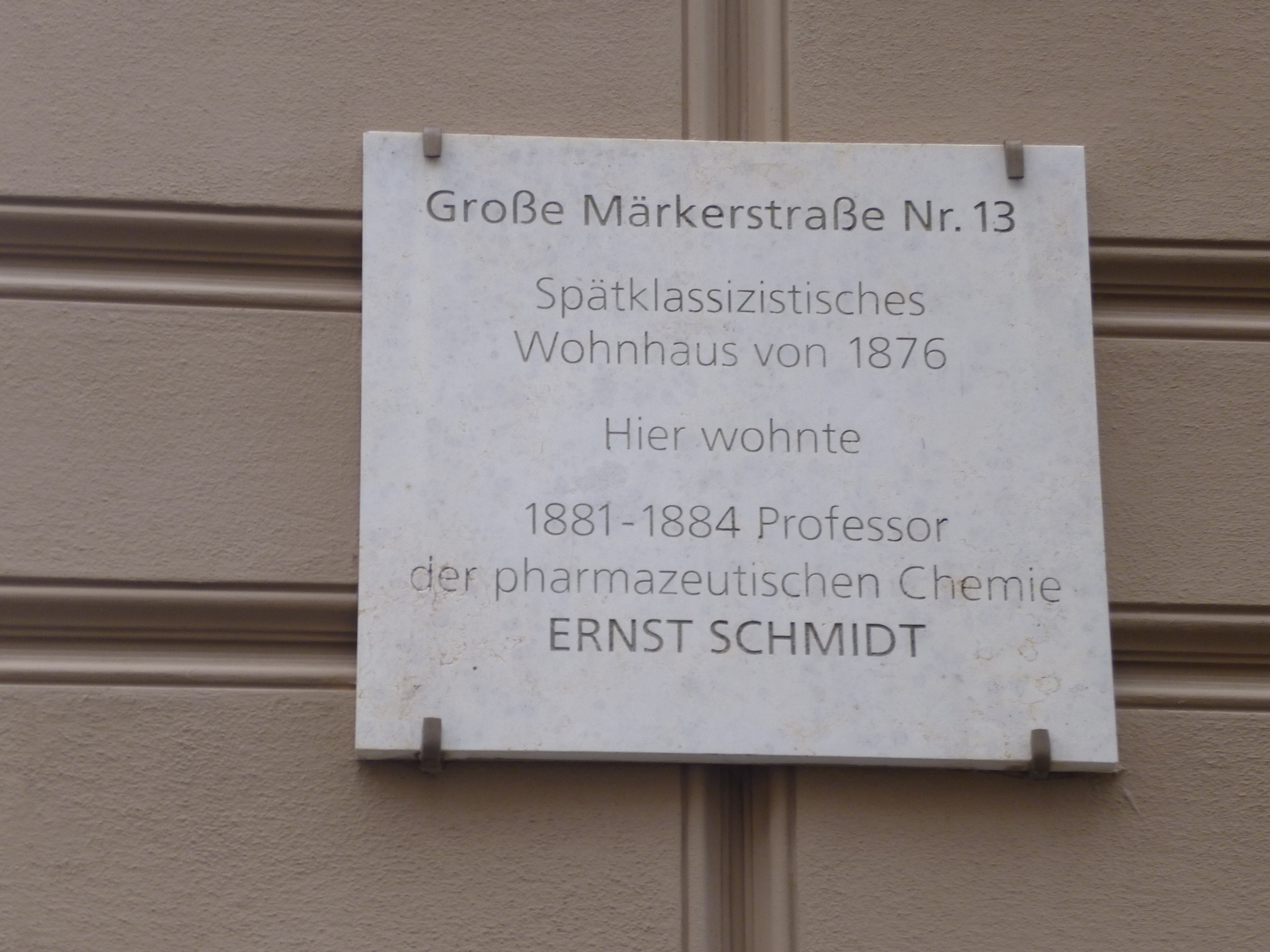
Gedenktafel für Ernst Schmidt an seinem damaligen Wohnhaus Große Märkerstraße 13 in Halle (Saale)

Am 26. April 1878 wurde er außerordentlicher Professor der Chemie an der Universität Halle und übernahm nach dem Tod von Wilhelm Heinrich Heintz die Leitung des Chemischen Laboratoriums. Schmidt forschte in Halle zur Wirkungsweise der Alkaloide (Belladonna, Stechapfel) und arbeitete an der Aufklärung chemischer Strukturen von Arzneimitteln.
Da seine Bemühungen, die Pharmazie in Halle als eigenständiges Fach zu etablieren, nicht durchgesetzt werden konnten, folgte er 1884 einem Ruf auf das Ordinariat für Pharmazeutische Chemie an die Universität Marburg.
Am 1. Oktober 1884 wurde er ordentlicher Professor der Pharmazeutischen Chemie und Direktor des Pharmazeutisch-Chemischen Instituts an der Universität Marburg und wirkte darüber hinaus bis zum Sommersemester 1919 als Vorsitzender der pharmazeutischen Prüfungskommission. Am 1. April 1912 wurde er von der Verpflichtung zum Halten von Vorlesungen entbunden. Die Direktion des Pharmazeutisch-Chemischen Instituts der Universität Marburg legte Ernst Schmidt am 1. April 1919 nieder.
Mit seinem in 2 Bänden ab 1879 und 1882 in mehreren Auflagen erschienenen Lehrbuch Ausführliches Lehrbuch der pharmaceutischen Chemie erstellte Ernst Schmidt das Maßstäbe setzende Standardwerk seiner Zeit. Ab 1890 war er gemeinsam mit Heinrich Beckurts Herausgeber der wissenschaftlichen Zeitschrift Archiv der Pharmazie.
Herausragende Forschungsergebnisse während seiner Marburger Zeit waren 1888 die Entdeckung des Scopolamins und die gemeinsam mit seinem Schüler August Eberhard (1887–1960) 1917 geglückte Synthese des Ephedrins.
Am 13. Januar 1886 wurde Ernst Schmidt unter der Präsidentschaft des Physikers Hermann Knoblauch in der Fachsektion für Chemie unter der Matrikel-Nr. 2571 als Mitglied in die Kaiserliche Leopoldino-Carolinische Deutsche Akademie der Naturforscher aufgenommen.
Im Jahr 1900 wurde er Mitglied des Reichsgesundheitsrates. Er war Ehrenmitglied im Deutschen Apothekerverein, Niederländischen Apothekerverein und Österreichischen Apothekerverein sowie der Deutschen  pharmazeutischen Gesellschaft und der Österreichischen pharmazeutischen Gesellschaft.
Am 2. April 1894 wurde er zum Geheimen Regierungsrat ernannt.
Ernst Schmidt erhielt 1869 den 1. Preis der Hagen-Buchholz-Stiftung des Deutschen Apothekervereins für eine Studie über das Cubeben.
Am 13. Juli 1915 wurde er Ehrendoktor (Dr.-Ing. h. c.) der Technischen Hochschule Braunschweig und am 31. Juli 1915 Ehrendoktor (Dr. med. h. c.) der Philipps-Universität Marburg. Im Oktober 1905 wurde ihm die Hanbury-Medaille der Royal Pharmaceutical Society of Great Britain, 1911 der Rote Adler-Orden III. Klasse und 1912 der Königliche Kronen-Orden II. Klasse verliehen.
Ernst Schmidt war vermutlich der bedeutendste pharmazeutische Hochschullehrer des 19. und Anfang des 20. Jahrhunderts und wurde noch zu Lebzeiten als Vater der Pharmazeutischen Chemie gerühmt.
Ernst Schmidt war seit 1879 verheiratet mit Johanna Dorothea Marie Schmidt (1853–1942), geborene Benzler, der Tochter des Amtsmannes und Gutspächters in Himmelgarten Friedrich Wilhelm Konstantin Benzler. Das Ehepaar hatte eine Tochter (Martha, * 1887) und drei Söhne, von denen einer früh verstarb. Johann Ernst Schmidt (1880–1941) war Arzt und Direktor des Krankenhauses in Hof, Otto Schmidt (* 1891) war Architekt, Baurat und Regierungsbaumeister in Marburg.

## Schriften
- Über Einwirkungen von flüssigem Phosgen auf einige Amide. Dissertation. Leipzig 1872
- Beiträge zur Kenntniss des Anthracens und Chrysens. Habilitationsschrift. Halle 1874 Digitalisat
- Ausführliches Lehrbuch der pharmaceutischen Chemie. Erster Band. Anorganische Chemie. Vieweg, Braunschweig 1879 Digitalisat
- mit Emil Löwenhardt: Beiträge zur Kenntniss der Bestandtheile der Kokkelskörner. In: Berichte der deutschen chemischen Gesellschaft, 14, 1881, S. 817–822
- Ausführliches Lehrbuch der pharmaceutischen Chemie. Zweiter Band. Organische Chemie. Vieweg, Braunschweig 1882 Digitalisat